# Полувсьє (округ Пр'євідза)
Полувсьє (словац. Poluvsie) — село, громада округу Пр'євідза, Тренчинський край. Кадастрова площа громади — 2.16 км².
Населення 552 особи (станом на 31 грудня 2020 року).

## Історія
Полувсьє згадується 1358 року.

## Населення
| Рік:            | 1994. | 2004.   | 2014.   | 2024.   |
| --------------- | ----- | ------- | ------- | ------- |
| Кількість осіб: | 542   | 562     | 580     | 537     |
| Різниця:        |       | +3,69 % | +3,20 % | -7,41 % |

| Рік:            | 2023. | 2024.   |
| --------------- | ----- | ------- |
| Кількість осіб: | 539   | 537     |
| Різниця:        |       | -0,37 % |